# Siksjön (Arvidsjaurs socken, Lappland)
Siksjön är en sjö i Arvidsjaurs kommun i Lappland och ingår i Byskeälvens huvudavrinningsområde.